# Jabučeta
Jabučeta is een plaats in de gemeente Kapela in de Kroatische provincie Bjelovar-Bilogora. De plaats telt 67 inwoners (2001).